# 阿里山長沫蟬
阿里山長沫蟬（学名：Philaenus arisanus）为尖胸沫蟬科長沫蟬屬下的一个种。其种加词“arisanus”意为“阿里山的”。